# Madame Vastra, Jenny Flint et Strax
Madame Vastra, Jenny Flint et Strax (parfois connus sous le nom de Paternoster Gang, avec le Docteur) sont un trio de personnages récurrents créé par Steven Moffat et apparaissant dans la série de science-fiction britannique Doctor Who.

## Apparitions
Ces trois personnages apparaissent pour la première fois dans l'épisode de la sixième saison La Retraite du démon.
Ils sont tous les trois recrutés, avec Dorium Maldovar, par le Docteur pour l'aider à sauver Amy Pond et son bébé. Malgré leur succès, Dorium et Strax meurent dans la bataille. Ce dernier est cependant montré réveillé par Vastra et Jenny quelques jours plus tard, dans le web-épisode The Battle of Demons Run : deux jours plus tard,, et devient leur maître d'hôtel au XIXe siècle.
Le trio réapparait plusieurs fois pour aider le onzième Docteur. Ils ont même un rôle central dans la première moitié de l'épisode Le Cauchemar écarlate. Ils sont aussi apparus dans plusieurs webisodes,, Strax apparaissant en outre dans une série de vidéos, affichées sur le site Doctor Who, appelées "Field Report".
McIntosh est déjà apparue dans la série, elle jouait deux autres personnages siluriens, les sœurs Alaya et Restac, dans le double épisode La Révolte des intra-terrestres, première partie et deuxième partie. Starkey a précédemment joué un autre Sontarien, le Commandant Skorr, dans le double épisode A.T.M.O.S., puis il a incarné d'autres Sontariens dans les épisodes La Prophétie de Noël et L'Heure du Docteur.

## Biographie

### Contexte
Vastra est une guerrière silurienne de la Terre préhistorique qui est réveillée de son hibernation au XIXe siècle quand sa tanière a été perturbée pendant la construction du métro de Londres. Elle est alors furieuse, et après avoir massacré cinq constructeurs, elle est apaisée par le Docteur et a finalement surmonté sa haine de la race humaine pour s'intégrer à la société londonienne et devenir détective consultant pour Scotland Yard, et une source d'inspiration possible pour les histoires de Sherlock Holmes. Parmi ses aventures non montrées à l'écran, elle capture Jack l'Éventreur, qu'elle dévore. Elle a embauché une femme de ménage, Jenny Flint, qui l'assiste dans ses enquêtes et qu'elle épouse par la suite.
L'histoire de Jenny montre qu'elle a été rejetée par sa famille en raison de ses « préférences dans ses relations », et a été sauvée d'une agression par Vastra, qui l'a prise comme employée. Le Docteur était présent lors de leur première réunion, au cours de laquelle il a sauvé la vie de Jenny. Elle montre par la suite avoir acquis des compétences extrêmement redoutables comme une combattante à mains nues et à l'épée. Elle est également familière avec les concepts futurs impliquant la technologie.
Strax est un membre de la race alien guerrière sontarienne contraint de servir comme infirmier, guérir des blessures comme une punition pour avoir été battu par le Docteur lors de l'invasion sontarienne de la Terre. Dans La Retraite du démon, il déclare qu'il est âgé de près de 12 ans, ce qui est plutôt vieux pour un sontarien.

### Dans la série
Dans leur première apparition, dans La Retraite du démon, le trio et d'autres ayant une dette envers lui, sont choisis par le Docteur pour l'aider à sauver Amy Pond de Mme Kovarian et des moines sans tête à Demon's Run. Ils se battent ensemble contre leurs ennemis et réussissent à sauver Amy, mais Strax est mortellement blessé et semble mourir après avoir dit ses derniers mots à Rory Williams.
Dans The Battle of Run Demon : deux jours plus tard, un webcast dont l'action se déroule deux jours après, Strax est guéri de ses blessures par Vastra et Jenny et devient leur maître d'hôtel dans le XIXe siècle,.
Ils apparaissent alors dans l'épisode La Dame de glace, en essayant de convaincre le Docteur de sortir de sa retraite (dans laquelle il s'est retiré après avoir perdu Amy et Rory dans Les Anges prennent Manhattan). Ils aident la future nouvelle compagne du Docteur, Clara Oswald à le trouver et les soutiennent dans leur lutte contre la Grande Intelligence.
Le trio, et plus particulièrement Jenny, a un rôle central dans la première moitié de Le Cauchemar écarlate, dans lequel ils enquêtent, en 1893, sur une série de morts étranges. Ils voyagent au Yorkshire, où Jenny s'infiltre dans une communauté suspecte appelée Sweetville et dirigée par Mme Gillyflower. Elle trouve le Docteur, retenu prisonnier dans Sweetville, et réunit le trio pour l'aider à vaincre Mme Gillyflower, en sabotant la fusée qu'elle avait l'intention d'utiliser pour empoisonner les cieux. Ils découvrent que Clara semble être en vie (la compagne du Docteur est une autre version que celle vue dans La Dame de glace), mais le Docteur n'explique pas à Jenny comment cela est possible, ne connaissant pas la réponse lui-même.
Les trois personnages réapparaissent dans le dernier épisode de la septième saison : Le Nom du Docteur. Ils y organisent une réunion dans un rêve avec Clara et River Song. Lors de la réunion, le trio est capturé par les Whispermen, serviteurs de la Grande Intelligence, qui les utilise comme appât pour amener le Docteur à son tombeau sur la planète Trenzalore. Après que le Docteur arrive avec Clara, la Grande Intelligence se disperse à travers la chronologie du Docteur pour changer son histoire et le détruire. À cause des changements, Jenny disparaît et Strax oublie son alliance avec Vastra et tente de l'attaquer, la forçant à le tuer. Clara pénètre ensuite dans le flux temporel pour sauver le Docteur et annuler les modifications apportées par la Grande Intelligence, Jenny et Strax sont restaurés.
Les trois compères reviennent dans le premier épisode de la Saison 8 de Doctor Who : En apnée. Vastra, Jenny et Strax arrivent au centre de Londres et découvre un énorme dinosaure parcourir la ville. Peu de temps après le dinosaure recrache le TARDIS puis meurt d'une combustion spontanée, et ils retrouvent Clara et le Docteur régénéré. Ils emmènent ensuite le Docteur à leur domicile. Le docteur tente de se reposer et Vastra l'informe que des morts similaires à celui du dinosaure se sont produits. Le docteur et Clara enquêtent avant d’être attaqués par des robots mais sont sauvés par Strax, Jenny et Vastra. Le docteur retrouve le chef des robots et sauve ses amis et prend son envol laissant Clara. La jeune femme demande à Vastra si elle peut rester vivre avec eux mais le docteur revient la chercher et ils quittent le Londres victorien à bord du TARDIS.

## Liste des apparitions
- 2011 : La Retraite du Démon
- 2012 : La Dame de Glace
- 2013 : Le Cauchemar Écarlate
- 2013 : Le Nom du Docteur
- 2014 : En Apnée
- 2014 : Silhouette

## Réception critique
Les trois personnages ont reçu des critiques positives, plusieurs journalistes réclamant même une série dérivée,,,. Nick Setchfield de SFX a dit de Strax qu'il est « grand public dans le bon sens du terme ». En parlant de leur première apparition dans La Retraite du démon, Dan Martin de The Guardian a dit  que « la plus belle chose à ce sujet est qu'ils illuminent l'écran à chaque apparition ». Il a appelé leur retour dans La Dame de glace merveilleux, appelant Strax « adorable au point d'en voler la vedette ». Il a également déclaré qu'« avec le mariage homosexuel dont on parle tant ces temps-ci, la divine Vastra et Jenny ne peuvent être qu'une bonne chose à avoir sur les écrans à l'heure du thé ».